# Fourmi (héraldique)

Armes de Multia, Finlande (rare).

La fourmi est un insecte qui peut figurer, comme n'importe quoi d'autre, visualisable ou imaginable, en tant que charge d'un blason. Plutôt rare en héraldique française, elle est plus fréquente en héraldique nord-européenne. Cependant, elle n'y constitue pas un meuble héraldique dans la mesure où elle n'apparaît que dans très peu de dictionnaires et glossaires, dans lesquels elle n'est pas définie avec des attributs spécifiques (Duhoux d'Argicourt) ou contradictoirement d'un auteur à l'autre (JP Fernon : "passant" ; JF Demange : "en pal").

## Importance
La fourmi peut être considérée comme un symbole de travail acharné et de sagesse, bien que le symbolisme n'est pas une notion  héraldique et doit donc toujours être abordé avec scepticisme, car le symbolisme peut ne pas s'appliquer dans un cas particulier. Dans son ouvrage A Display of Heraldrie (1610), John Guillim, du College of Arms d'Angleterre, déclare ce qui suit :

« Par la fourmi, on peut signifier un homme de grand labeur, de sagesse, et de prévoyance dans toutes ses affaires, et doté d'une mémoire vive et prête. »

## Attitude
La fourmi est presque toujours représentée vue de dessus, le plus souvent  en pal.

## Exemples
Les exemples suivant montrent la tendance à l'utilisation localisée quasi exclusivement au nord et nord-est de la France (y compris ses zones limitrophes : Loraine, Alsace).

Armes d'Ahja, Estonie
Armes de Bjärtra, Suède
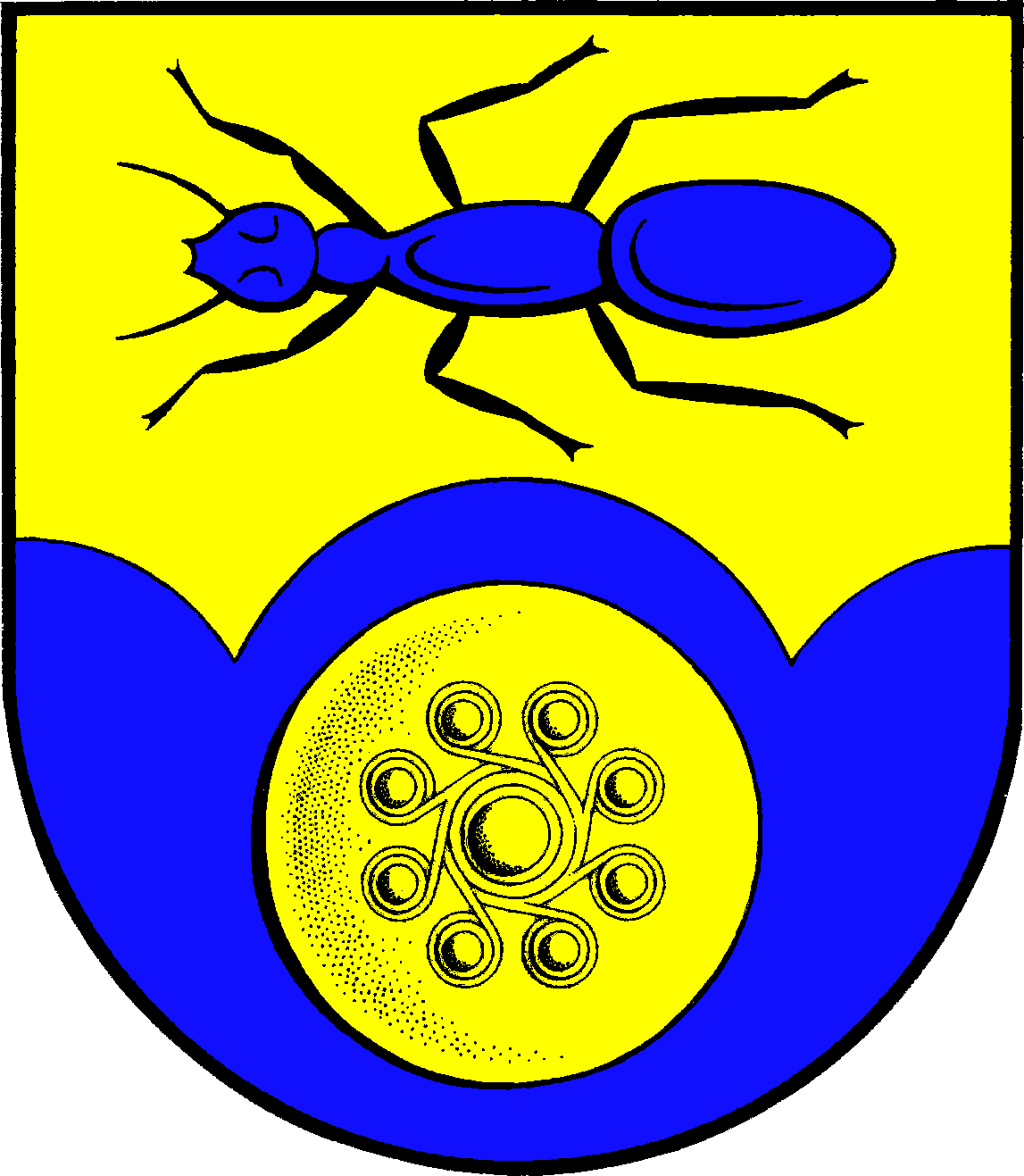
Armes de Brekendorf, dans le Schleswig-Holstein, Allemagne
Armes de Fulleren, ⁣Alsace, France
Armes de la commune de Saint-Maurice-sur-Moselle, France
Armes de Sewen, France
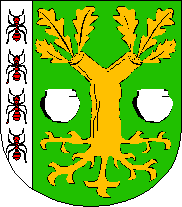
Armes de Marwice, Pologne
Armes de Zeschdorf, dans le Brandebourg, Allemagne